# Fayette, Missouri
Fayette är administrativ huvudort i Howard County i Missouri. Orten fick sitt namn efter Gilbert du Motier, markis av Lafayette.